# Themira makiharai
Themira makiharai är en tvåvingeart som beskrevs av Iwasa 1984. Themira makiharai ingår i släktet Themira och familjen svängflugor.
Artens utbredningsområde är Nepal. Inga underarter finns listade i Catalogue of Life.